# Bilimbi
O bilimbi (Averrhoa bilimbi), conhecido também como biribiri, bilimbim, bilimbino, biro-biro, piripiri, piri-piri, caramboleira-amarela, limão-de-caiena, limão caiano,groselheira, azedinha,limão-japonês, e limãozinho é uma planta tropical da família Oxalidaceae.

## Etimologia
As palavras bilimbi, bilimbim e bilimbino originam-se do malaio balimbing. Caramboleira-amarela é uma referência a uma outra espécie do gênero Averrhoa, a carambola (Averrhoa carambola). Groselheira é uma referência à Ribes uva-crispa, também chamada groselheira. Em algumas regiões do Brasil, a fruta é chamada de biribirí, especialmente na Ceará, onde é muito cultivada.

## Origem
O bilimbi é originário do Sudeste da Ásia e foi introduzido no Brasil pela Amazônia através de Caiena, na Guiana Francesa. Por isso, o nome limão-de-caiena.

## Árvore
Pertencente à família das Oxalidaceae (a mesma da carambola), a árvore mede até dez metros de altura. Possui tronco com casca lisa e escura e tem uma copa com forma piramidal. As folhas são verdes e compostas por de cinco a dezesseis folíolos alongados com de quatro a doze centímetros de comprimento. A planta é sensitiva noturna e fecha as folhas à noite para dormir (nictantes). As flores são pequenas, vermelho-claras, aromáticas, presas aos ramos e tronco. O bilimbi tem uma floração contínua, produzindo flores e frutos ao mesmo tempo, e pode gerar frutos durante o ano todo.

## Fruto
Na verdade, os frutos são bagas elipsoides, com de cinco a oito centímetros de comprimento e de dois a quatro centímetros de diâmetro. Nascem agrupados no tronco e ramos lenhosos da planta, com aproximadamente dez sementes de cor marrom e polpa verde-clara.
Especialmente quando verdes, os frutos contêm um alto teor de ácido oxálico. Quando amadurecem, há uma redução desse ácido e um aumento de vitamina C, que passa de 20,82 para cerca de 60,65 miligramas por cem gramas de polpa.

## Cultivo
O cultivo é feito através de sementes ou enxertias, preferencialmente em regiões de clima tropical e subtropical, com melhor desenvolvimento em locais com temperatura média de 25 graus centígrados e pluviosidade acima de mil milímetros.

## Utilização
Os frutos são consumidos ao natural ou usados no preparo de saladas, compotas, geleias, vinagres, caipirinha e vinhos. Os frutos verdes podem ser usados no preparo de picles, condimentos e molhos. Pode ainda ser utilizado com substituto do limão, como no ceviche, ou ser comido como tira-gosto, cortado em rodelas e adicionando-lhe sal.
No sul do estado da Bahia, no Brasil, o bilimbi é muito utilizado na preparação de moquecas ou mariscados.

### Benefícios da fruta
Bnouham e colaboradores (2006)  demonstraram que o extrato etanólico de folhas de biribiri tem ação antidiabética, contribuindo para a redução da taxa de glicose. Segundo Negri (2005), o extrato aquoso de bilimbi inibiu o aumento da glicemia em ratos que tiveram o diabetes induzido por estreptozotocina. O mecanismo de ação foi a inibição da atividade da enzima glicose-6-fosfatase no fígado dos ratos. Esse é o mesmo mecanismo de ação da metformina e outras drogas da classe das biguanidas, amplamente utilizadas no tratamento do diabetes. Por seu alto teor de vitamina C, o suco da fruta pode ser considerado antiescorbútico. Outros usos propalados para o fruto incluem o combate à hiperlipidemia e hipercolesterolemia, reumatismo e afecções de pele.
Entretanto, assim como sua parente próxima, a carambola, o bilimbi também é muito rico em ácido oxálico, que é tóxico, especialmente para os rins. Bakul e colaboradores (2013) detectaram uma média de 25,5 miligramas de ácido oxálico para cada 100 gramas de frutos de bilimbi, o que é mais de três vezes a quantidade encontrada no abacaxi (ananás), quase cinco vezes o teor no tomate e oito vezes a concentração na banana. Os mesmos autores relataram dois casos de necrose tubular aguda causada por cristais de oxalato de cálcio nos rins, após o consumo de apenas um copo por dia de suco de bilimbi durante 4-5 dias seguidos. Foi necessário o tratamento com hemodiálise. Os autores concluem que o consumo mais que eventual de bilimbi não é seguro.

## Galeria

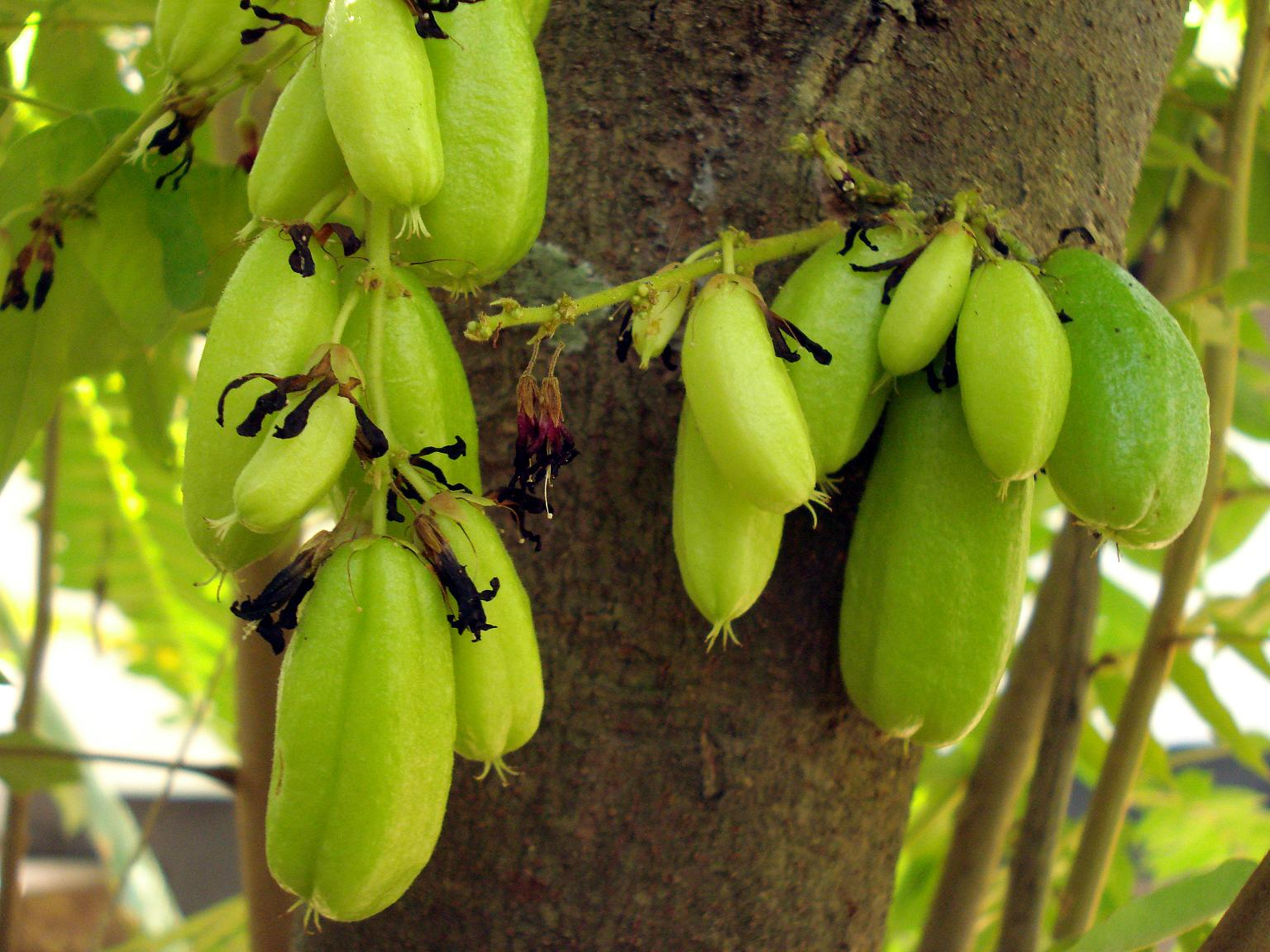
Frutos verdes do Bilimbi
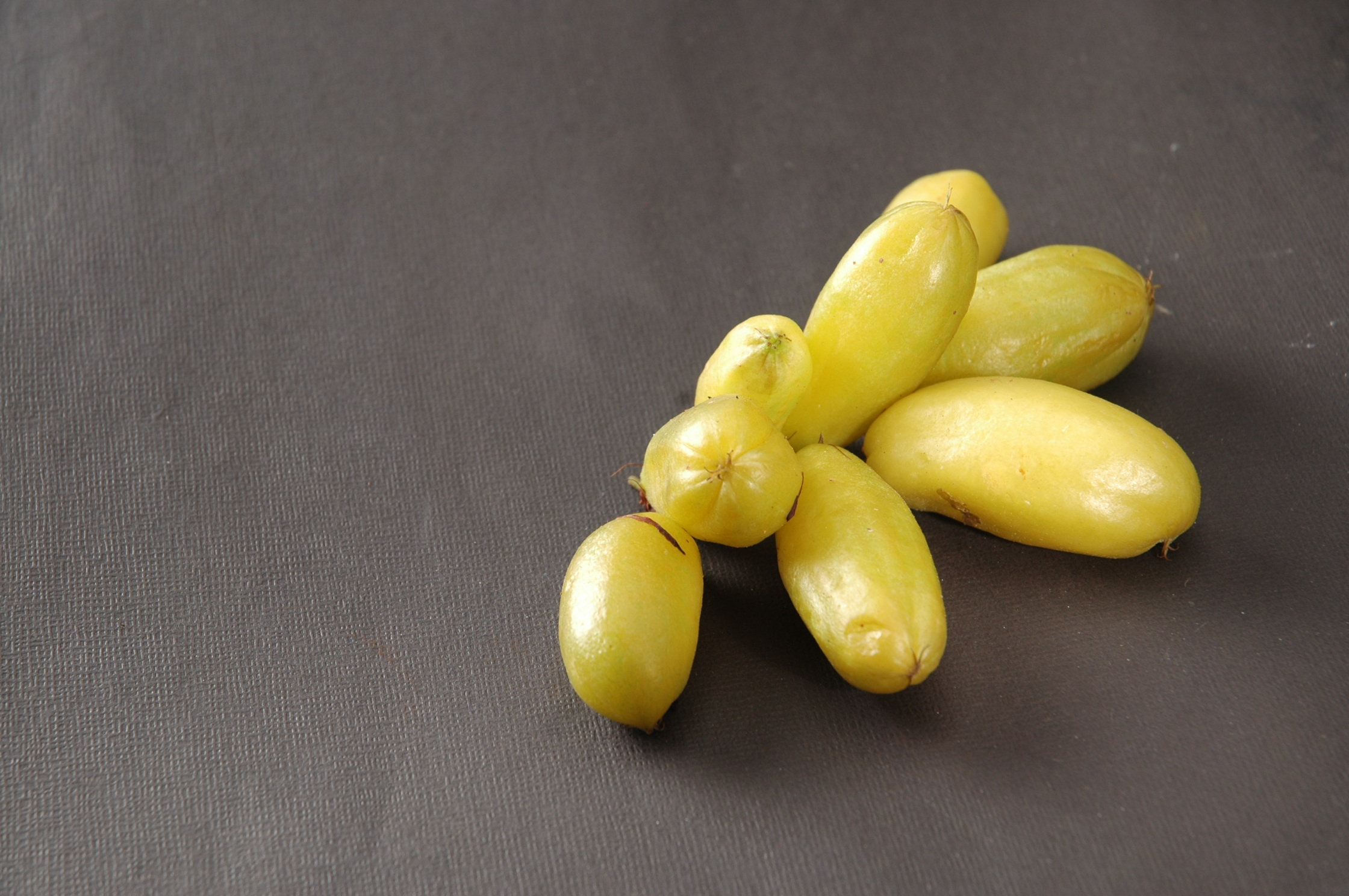
Frutos maduros do Bilimbi
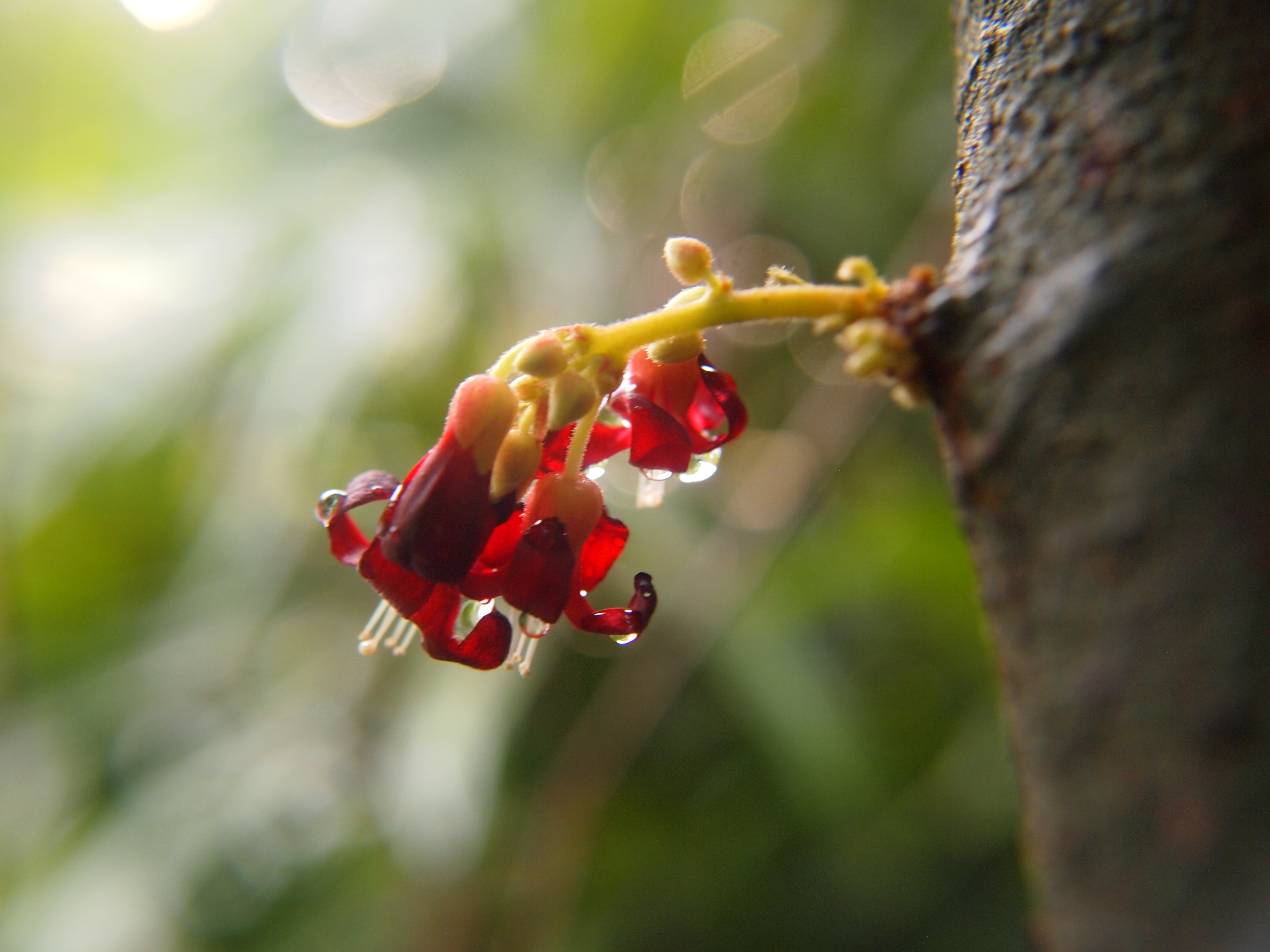
Flores do Bilimbi